# Maisbier

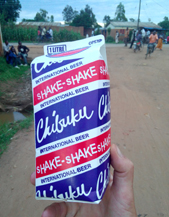
Chibuku im 1-Liter-Pappkarton, Malawi

Maisbier ist ein vergorenes, alkohol- und kohlensäurehaltiges Getränk, dessen wertgebende Bestandteile (unter anderem) aus Mais gewonnen werden.
Die aus der Maisstärke gewonnenen Zucker sind wesentlich für den Gärprozess dieses Biers.
Der bekannteste zeitgenössische Repräsentant, der auch in Europa gelegentlich konsumiert wird, ist das mexikanische Corona-Bier mit einem Alkoholgehalt von 4,5 %, das unter anderem auch mit Reis und Gerstenmalz hergestellt wird.
Die Farbe des Maisbiers kann stark variieren und sowohl gelbliche als auch pinke bzw. violette Farbtöne annehmen. Für die Farbe ist vor allem die für die Brauung verwendete Maissorte verantwortlich. Um beispielsweise die typische violette Färbung der chicha morada zu erhalten, eignet sich besonders die Maissorte maiz murado.

## Geschichte
Die Herstellung von Maisbier hat in vielen Teilen der Welt, wie Südamerika oder Afrika eine lange Tradition und war beispielsweise bereits in Peru fester Bestandteil der Inka-Kultur.
Nach der Entdeckung Amerikas wurde Mais auch in Europa angebaut. Mais zeichnet sich besonders durch seine Resistenz gegen anhaltende Dürre, bzw. Hitze aus. Des Weiteren gab es durchschnittlich höhere Erträge und geringere Ernteausfälle. Nachdem Mais  in Osteuropa billiger produziert werden konnte als die bis dahin für den Brauprozess verwendete Gerste, wurde es auch in Europa zu einem Ersatzmittel des Gerstenmalzes in der Bierfabrikation.
Die chemische Zusammensetzung des Maises, insbesondere das Verhältnis von stickstoffhaltigen und stickstofffreien Substanzen, ist der des Gerstenmalzes um einiges ähnlicher als bei vergleichbaren Gerstenmalz-Ersatzmitteln. Dies zeigt sich auch bei der Hefe, die während des Hauptgärungsprozesses entsteht. Die Hefe des Maisbieres verhält sich gleich wie die aus einer Gerstenmalzwürze gewonnenen Hefe. Dadurch ist Maisbier hinsichtlich der Farbe, des Geschmacks, des Glanzes und der Haltbarkeit, dem aus Gerstenmalz gewonnenen Bier ähnlicher als vergleichbare Biere aus anderen Getreidesorten wie Reis, Weizen oder Roggen.

## Maisbiersorten
- Chibuku – Shake Shake – Sambia, Malawi, Tansania u. a. (Afrika)
- Chicha – Peru (Südamerika)
- Corona – Mexiko (Nordamerika)
- Hwahwa – Simbabwe (Afrika)
- Sonnenbräu – Schweiz (Europa)
- Umqombothi – Südafrika